# It All Starts Here
It All Starts Here... to debiutancki minialbum Jem wydany w 2003 roku. Poprzedał on wydanie jej pełnego albumu Finally Woken w 2004 roku, który zawierał dodatkowo sześć nowych utworów.
Na okładce minialbumu znajduje się zdjęcie Chloe - starszej siostry Jem zrobione przez jej matkę.

## Lista utworów
1. "They"
2. "Come on Closer"
3. "Finally Woken"
4. "Just a Ride"
5. "Flying High" (Acoustic Version)